# 芝居 (ベケット)
『芝居』（Play）は、劇作家サミュエル・ベケットによる戯曲。初演は1964年、ニューヨークのチェリー・レイン劇場。

## 登場人物
- 女・その1：男の妻
- 男：女・その1の夫。女・その2と浮気をしている。
- 女・その2：愛人

## あらすじ
真っ暗な舞台にスポットライトが当たると､そこには3つの馬鹿でかい壷がデンと鎮座している。壷の口からは3人の人物が首を出している。
3人の人物は、スポットライトが当たるたびに自らの過去を語っていく。
どうやら、男は女・その1と夫婦のようで、女・その2と浮気をしているのがばれて大騒ぎになったようで…。

## 説明
壷から首を出したトリオは、どうやら今「彼の世」にいるらしい。3人を次々と照らし出すスポットライトは、ベケットによると【審問官】をあらわしている様で、スポットライトに当たる事は、裁判官が言う「発言を許可します」という台詞の代役を務めているようである。
浮気騒動から大騒ぎになった挙句、共倒れになってしまったこのトリオは、審問官に全てを話さない限り成仏をする事が出来ない。しかし、彼等が本当の事をしゃべるのは恐らく不可能である。
人生は虚偽…『芝居』に満ちているし、何より強制的にしゃべらされているのでは何を話したらいいか見当もつかないだろう。
結局、このトリオは永遠にしゃべることを続けなくてはならない。

## 日本語版
- 幸せな日々・芝居（「ベスト・オブ・ベケット3」　白水社、1990年12月）　ISBN 9784560034989